# Seman
Der albanische Fluss Seman (albanisch auch Semani, früher auch Semen bzw. Semeni, türkisch Ergent, lateinisch Apsus) ist der gemeinsame Unterlauf der Flüsse Devoll und Osum, die zusammen große Teile Südostalbaniens (Kolonja und die Region um Korça), insgesamt ein Gebiet von 5649 km² entwässern. Mit dem Oberlauf Devoll kommt der Seman auf eine Länge von 281 km und bildet den zweitlängsten Flusslauf des Landes.
Ab dem Zusammentreffen der beiden Flüsse etwa vier Kilometer westlich von Kuçova durchzieht der Seman die große Myzeqe-Ebene, um nach 85 km nordwestlich von Fier in die Adria zu fließen. Das ganze Gebiet entlang des Seman war bis zur Trockenlegung nach dem Zweiten Weltkrieg stark versumpft. Mit der Trockenlegung verbunden waren auch gewisse Korrekturen im Verlauf des Seman.

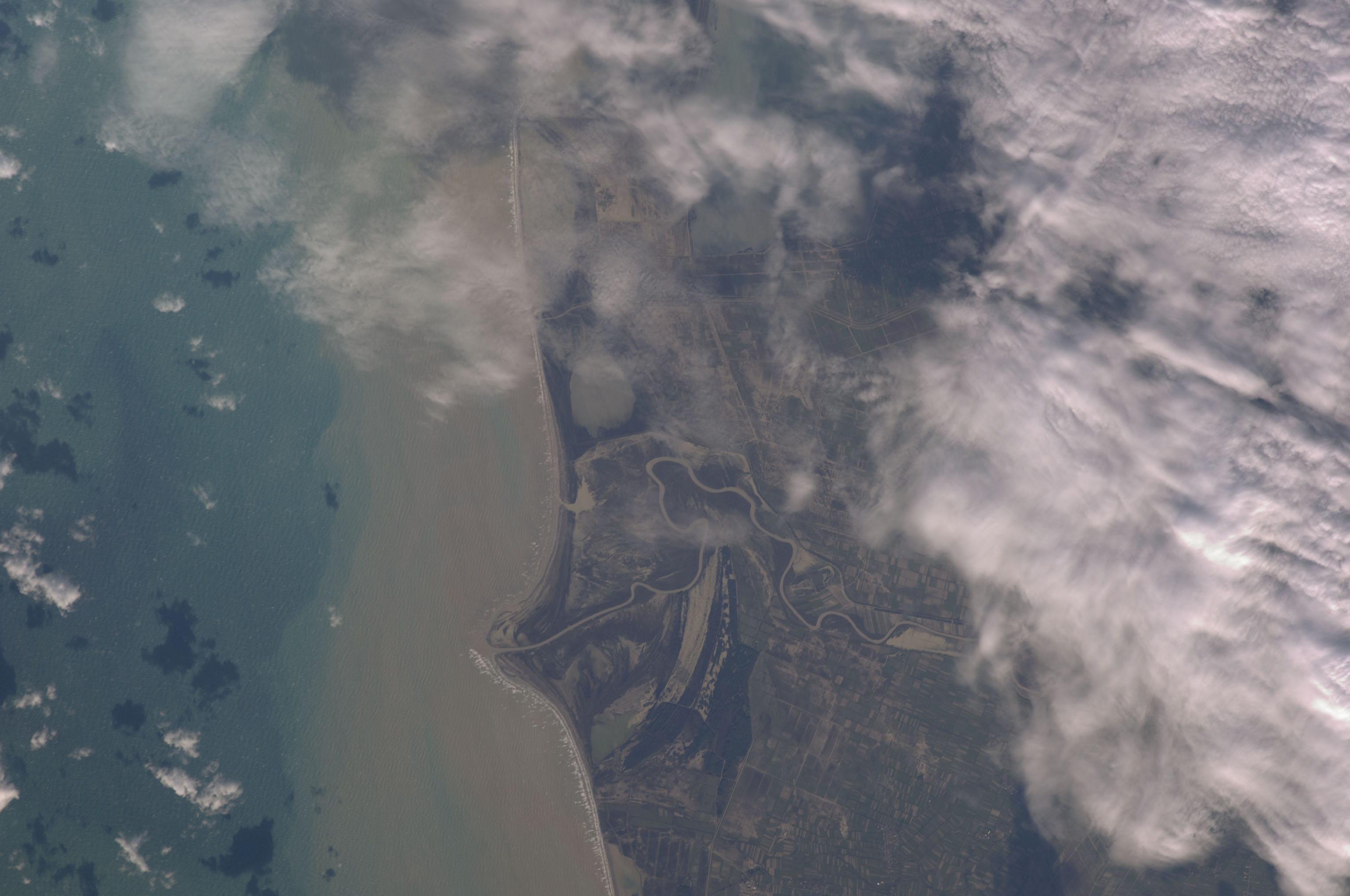
Mündung des Seman

Die mittlere Wasserführung bei der Mündung beträgt 95,7 m³/s. Dabei übersteigt die durchschnittliche Abflussmenge im Winter die im Sommer erzielten Werte um ein 15-faches.
Im Gebiet um den Zusammenfluss von Devoll und Osum sowie im Einzugsgebiet des Flüsschens Gjanica, das bei Fier in den Seman mündet, wird in großem Umfang seit den 1950er Jahren Erdöl gefördert. Dies führte und führt auch heute noch zu einer starken Wasserverschmutzung. Die Gjanica gilt sogar zu den schmutzigsten Flüssen Albaniens. 